# 白簇鸊鷉
白簇鸊鷉（学名：Rollandia rolland）为鸊鷉科南美鸊鷉屬的的鸟类, 分布于南美洲
。